# Élections législatives de 1997 dans la Seine-Maritime
Les élections législatives françaises de 1997 ont lieu le 25 mai et le 1er juin 1997. Dans le département de la Seine-Maritime, douze députés sont à élire dans le cadre de douze circonscriptions.

## Élus
| Circonscription                                 | Député sortant                              | Parti | Parti      | Député élu ou réélu | Parti | Parti      |
| ----------------------------------------------- | ------------------------------------------- | ----- | ---------- | ------------------- | ----- | ---------- |
| 1re                                             | Patrick Herr suppléant de Jeanine Bonvoisin |       | UDF (FD)   | Patrick Herr        |       | UDF (FD)   |
| 2e                                              | Pierre Albertini                            |       | UDF (PPDF) | Pierre Albertini    |       | UDF (PPDF) |
| 3e                                              | Michel Grandpierre                          |       | PCF        | Pierre Bourguignon  |       | PS         |
| 4e                                              | Laurent Fabius                              |       | PS         | Laurent Fabius      |       | PS         |
| 5e                                              | Jean-Claude Bateux                          |       | PS         | Jean-Claude Bateux  |       | PS         |
| 6e                                              | Denis Merville                              |       | RPR        | Paul Dhaille        |       | PS         |
| 7e                                              | Jean-Yves Besselat                          |       | RPR        | Jean-Yves Besselat  |       | RPR        |
| 8e                                              | André Duroméa*                              |       | PCF        | Daniel Paul         |       | PCF        |
| 9e                                              | Frédérique Bredin                           |       | PS         | Frédérique Bredin   |       | PS         |
| 10e                                             | Alfred Trassy-Paillogues                    |       | RPR        | Gérard Fuchs        |       | PS         |
| 11e                                             | Édouard Leveau                              |       | RPR        | Christian Cuvilliez |       | PCF        |
| 12e                                             | Alain Le Vern                               |       | PS         | Alain Le Vern       |       | PS         |
| * député sortant ne se représentant pas en 1997 |                                             |       |            |                     |       |            |

## Résultats

### Résultats à l'échelle du département
| Parti          | Parti                              | Premier tour | Premier tour | Second tour | Second tour | Sièges |
| Parti          | Parti                              | Voix         | %            | Voix        | %           | Sièges |
| -------------- | ---------------------------------- | ------------ | ------------ | ----------- | ----------- | ------ |
|                | Parti socialiste                   | 170 577      | 31,33        | 269 698     | 50,07       | 7      |
|                | Parti communiste français avec MDC | 76 758       | 14,10        | 48 874      | 9,07        | 2      |
|                | Les Verts                          | 13 829       | 2,54         |             |             | 0      |
|                | Divers gauche                      | 6 412        | 1,18         | 0           |             |        |
|                | Gauche plurielle                   | 267 576      | 49,14        | 318 572     | 59,14       | 9      |
|                |                                    |              |              |             |             |        |
|                | Union pour la démocratie française | 73 755       | 13,55        | 89 676      | 16,65       | 2      |
|                | Rassemblement pour la République   | 71 571       | 13,14        | 108 104     | 20,07       | 1      |
|                | La Droite indépendante             | 12 570       | 2,31         |             |             | 0      |
|                | Divers droite                      | 317          | 0,06         | 0           |             |        |
|                | Droite parlementaire               | 158 213      | 29,06        | 197 780     | 36,72       | 3      |
|                |                                    |              |              |             |             |        |
|                | Front national                     | 81 554       | 14,98        | 22 278      | 4,14        | 0      |
|                | Divers écologiste dont MÉI et GÉ   | 22 153       | 4,07         |             |             | 0      |
|                | Extrême gauche dont LCR, LO et PT  | 14 229       | 2,61         | 0           |             |        |
|                | Extrême droite                     | 667          | 0,12         | 0           |             |        |
|                | Divers                             | 98           | 0,02         | 0           |             |        |
|                |                                    |              |              |             |             |        |
| Inscrits       | Inscrits                           | 818 081      | 100,00       | 818 115     | 100,00      | 9      |
| Abstentions    | Abstentions                        | 249 208      | 30,46        | 237 864     | 29,07       |        |
| Votants        | Votants                            | 568 873      | 69,54        | 580 251     | 70,93       |        |
| Blancs et nuls | Blancs et nuls                     | 24 383       | 4,29         | 41 621      | 7,17        |        |
| Exprimés       | Exprimés                           | 544 490      | 95,71        | 538 630     | 92,83       |        |

### Résultats par circonscription

#### Première circonscription (Rouen)
| Candidat       | Candidat                   | Parti          | Premier tour | Premier tour | Second tour | Second tour |  |
| Candidat       | Candidat                   | Parti          | Voix         | %            | Voix        | %           |  |
| -------------- | -------------------------- | -------------- | ------------ | ------------ | ----------- | ----------- |  |
|                | Patrick Herr sortant réélu | UDF (FD)       | 11 592       | 33           | 18 567      | 50,11       |  |
|                | Laurent Logiou             | PS             | 8 887        | 25,3         | 18 485      | 49,89       |  |
|                | Dominique Chaboche         | FN             | 4 956        | 14,11        |             |             |  |
|                | Patrice Siard              | MDC            | 2 847        | 8,1          |             |             |  |
|                | Jean-Pierre Lancry         | Les Verts      | 1 588        | 4,52         |             |             |  |
|                | Gisèle Lapeyre             | LO             | 1 070        | 3,05         |             |             |  |
|                | Hubert de Bailliencourt    | LDI (MPF)      | 1 008        | 2,87         |             |             |  |
|                | Jean-François Fargnier     | GÉ             | 917          | 2,61         |             |             |  |
|                | Frank Prouet               | LCR            | 713          | 2,03         |             |             |  |
|                | Michel Chataigner          | US4J           | 478          | 1,36         |             |             |  |
|                | Olivier Verdière           | MÉI            | 382          | 1,09         |             |             |  |
|                | Christine Gauchet          | Extrême gauche | 313          | 0,89         |             |             |  |
|                | Pierre Durieu              | Divers gauche  | 236          | 0,67         |             |             |  |
|                | Jocelyne Gourmelon         | Extrême droite | 145          | 0,41         |             |             |  |
|                | Éric Selégny               | Divers droite  | 0            | 0            |             |             |  |
|                |                            |                |              |              |             |             |  |
| Inscrits       | Inscrits                   | Inscrits       | 56 882       | 100,00       | 56 882      | 100,00      |  |
| Abstentions    | Abstentions                | Abstentions    | 20 405       | 35,87        | 17 972      | 31,6        |  |
| Votants        | Votants                    | Votants        | 36 477       | 64,13        | 38 910      | 68,4        |  |
| Blancs et nuls | Blancs et nuls             | Blancs et nuls | 1 345        | 3,69         | 1 858       | 4,78        |  |
| Exprimés       | Exprimés                   | Exprimés       | 35 132       | 96,31        | 37 052      | 95,22       |  |

#### Deuxième circonscription (Bois-Guillaume)
| Candidat       | Candidat                       | Parti             | Premier tour | Premier tour | Second tour | Second tour |  |
| Candidat       | Candidat                       | Parti             | Voix         | %            | Voix        | %           |  |
| -------------- | ------------------------------ | ----------------- | ------------ | ------------ | ----------- | ----------- |  |
|                | Pierre Albertini sortant réélu | UDF (PPDF)        | 18 015       | 35,03        | 27 970      | 51,99       |  |
|                | Dominique Gambier              | PS                | 14 465       | 28,13        | 25 830      | 48,01       |  |
|                | Josette Bossard                | FN                | 7 166        | 13,93        |             |             |  |
|                | Annette Gallot                 | PCF               | 4 275        | 8,31         |             |             |  |
|                | Christine Rambaud              | Divers écologiste | 2 585        | 5,03         |             |             |  |
|                | Juliette Labroutil             | GÉ                | 1 981        | 3,85         |             |             |  |
|                | Bernard Dujardin               | LDI (MPF)         | 1 883        | 3,66         |             |             |  |
|                | Charles Soubeyran              | Extrême gauche    | 1 053        | 2,05         |             |             |  |
|                | Jean-Claude Ravenel            | MÉI               | 2            | 0            |             |             |  |
|                |                                |                   |              |              |             |             |  |
| Inscrits       | Inscrits                       | Inscrits          | 78 810       | 100,00       | 78 809      | 100,00      |  |
| Abstentions    | Abstentions                    | Abstentions       | 25 008       | 31,73        | 22 033      | 27,96       |  |
| Votants        | Votants                        | Votants           | 53 802       | 68,27        | 56 776      | 72,04       |  |
| Blancs et nuls | Blancs et nuls                 | Blancs et nuls    | 2 377        | 4,42         | 2 976       | 5,24        |  |
| Exprimés       | Exprimés                       | Exprimés          | 51 425       | 95,58        | 53 800      | 94,76       |  |

#### Troisième circonscription (Sotteville-lès-Rouen)
| Candidat       | Candidat                   | Parti          | Premier tour | Premier tour | Second tour | Second tour |  |
| Candidat       | Candidat                   | Parti          | Voix         | %            | Voix        | %           |  |
| -------------- | -------------------------- | -------------- | ------------ | ------------ | ----------- | ----------- |  |
|                | Pierre Bourguignon élu     | PS             | 10 782       | 29,85        | 20 299      | 100,00      |  |
|                | Michel Grandpierre sortant | PCF            | 9 605        | 26,59        | Retrait     | Retrait     |  |
|                | Gilles Pennelle            | FN             | 6 011        | 16,64        |             |             |  |
|                | Serge Cramoisan            | UDF (FD)       | 5 123        | 14,18        |             |             |  |
|                | Nathalie Le Blanc          | GÉ             | 1 049        | 2,9          |             |             |  |
|                | Alain Caillot              | Les Verts      | 984          | 2,72         |             |             |  |
|                | Daniel Dieudonné           | LO             | 787          | 2,18         |             |             |  |
|                | Patrice Gonel              | LDI (MPF)      | 380          | 1,05         |             |             |  |
|                | Michèle Ernis              | LCR            | 374          | 1,04         |             |             |  |
|                | Jean-Luc Gaillard          | MÉI            | 335          | 0,93         |             |             |  |
|                | Gabriel Calippe            | PT             | 267          | 0,74         |             |             |  |
|                | Jean-Marc Wegner           | Extrême gauche | 184          | 0,51         |             |             |  |
|                | Marc Stella                | Divers gauche  | 138          | 0,38         |             |             |  |
|                | Éric Bellet                | Divers         | 98           | 0,27         |             |             |  |
|                |                            |                |              |              |             |             |  |
| Inscrits       | Inscrits                   | Inscrits       | 55 034       | 100,00       | 55 034      | 100,00      |  |
| Abstentions    | Abstentions                | Abstentions    | 17 418       | 31,65        | 26 053      | 47,34       |  |
| Votants        | Votants                    | Votants        | 37 616       | 68,35        | 28 981      | 52,66       |  |
| Blancs et nuls | Blancs et nuls             | Blancs et nuls | 1 499        | 3,99         | 8 682       | 29,96       |  |
| Exprimés       | Exprimés                   | Exprimés       | 36 117       | 96,01        | 20 299      | 70,04       |  |

#### Quatrième circonscription (Elbeuf)
| Candidat       | Candidat                     | Parti          | Premier tour | Premier tour | Second tour | Second tour |  |
| Candidat       | Candidat                     | Parti          | Voix         | %            | Voix        | %           |  |
| -------------- | ---------------------------- | -------------- | ------------ | ------------ | ----------- | ----------- |  |
|                | Laurent Fabius sortant réélu | PS             | 19 525       | 41,73        | 31 615      | 72,91       |  |
|                | Guillaume de Tarlé           | FN             | 8 353        | 17,85        | 11 749      | 27,09       |  |
|                | Eric Réboli                  | UDF (PPDF)     | 6 500        | 13,89        |             |             |  |
|                | Patrice Dupray               | PCF            | 5 976        | 12,77        |             |             |  |
|                | Daniel Doare                 | GÉ             | 1 501        | 3,21         |             |             |  |
|                | Magali Le Meur               | Les Verts      | 1 243        | 2,66         |             |             |  |
|                | Jean-Luc Robin               | LO             | 1 214        | 2,59         |             |             |  |
|                | Bernard Frau                 | Divers gauche  | 878          | 1,88         |             |             |  |
|                | Régis Louail                 | LCR            | 524          | 1,12         |             |             |  |
|                | Jean-Baptiste Hervé          | US4J           | 446          | 0,95         |             |             |  |
|                | Armand Capart                | Divers droite  | 317          | 0,68         |             |             |  |
|                | Juan Heredia                 | Extrême gauche | 311          | 0,66         |             |             |  |
|                |                              |                |              |              |             |             |  |
| Inscrits       | Inscrits                     | Inscrits       | 68 986       | 100,00       | 68 945      | 100,00      |  |
| Abstentions    | Abstentions                  | Abstentions    | 20 022       | 29,02        | 20 125      | 29,19       |  |
| Votants        | Votants                      | Votants        | 48 964       | 70,98        | 48 820      | 70,81       |  |
| Blancs et nuls | Blancs et nuls               | Blancs et nuls | 2 176        | 4,44         | 5 456       | 11,18       |  |
| Exprimés       | Exprimés                     | Exprimés       | 46 788       | 95,56        | 43 364      | 88,82       |  |

#### Cinquième circonscription (Barentin)
| Candidat       | Candidat                         | Parti          | Premier tour | Premier tour | Second tour | Second tour |  |
| Candidat       | Candidat                         | Parti          | Voix         | %            | Voix        | %           |  |
| -------------- | -------------------------------- | -------------- | ------------ | ------------ | ----------- | ----------- |  |
|                | Jean-Claude Bateux sortant réélu | PS             | 20 610       | 36,99        | 36 651      | 65,28       |  |
|                | Philippe Grigy                   | UDF (PPDF)     | 11 318       | 20,31        | 19 492      | 34,72       |  |
|                | François Thibaud-Lamy            | FN             | 8 494        | 15,25        |             |             |  |
|                | Colette Privat                   | PCF            | 7 682        | 13,79        |             |             |  |
|                | Gilles Fauconnier                | GÉ             | 1 996        | 3,58         |             |             |  |
|                | Marco Giovanni Teani             | Les Verts      | 1 712        | 3,07         |             |             |  |
|                | Alain Rivière                    | LO             | 1 470        | 2,64         |             |             |  |
|                | Jean-Paul Delafenêtre            | LDI (CNIP)     | 1 169        | 2,1          |             |             |  |
|                | Alain Paubert                    | LCR            | 662          | 1,19         |             |             |  |
|                | Francine Conche                  | Extrême gauche | 329          | 0,59         |             |             |  |
|                | Jean Sode                        | Divers gauche  | 271          | 0,49         |             |             |  |
|                |                                  |                |              |              |             |             |  |
| Inscrits       | Inscrits                         | Inscrits       | 81 938       | 100,00       | 81 910      | 100,00      |  |
| Abstentions    | Abstentions                      | Abstentions    | 23 434       | 28,6         | 22 182      | 27,08       |  |
| Votants        | Votants                          | Votants        | 58 504       | 71,4         | 59 728      | 72,92       |  |
| Blancs et nuls | Blancs et nuls                   | Blancs et nuls | 2 791        | 4,77         | 3 585       | 6           |  |
| Exprimés       | Exprimés                         | Exprimés       | 55 713       | 95,23        | 56 143      | 94          |  |

#### Sixième circonscription (Bolbec)
| Candidat       | Candidat               | Parti          | Premier tour | Premier tour | Second tour | Second tour |  |
| Candidat       | Candidat               | Parti          | Voix         | %            | Voix        | %           |  |
| -------------- | ---------------------- | -------------- | ------------ | ------------ | ----------- | ----------- |  |
|                | Paul Dhaille élu       | PS             | 13 035       | 26,16        | 30 366      | 60,45       |  |
|                | Denis Merville sortant | RPR            | 12 695       | 25,48        | 19 869      | 39,55       |  |
|                | Jean-Paul Lecoq        | PCF            | 10 273       | 20,62        | Retrait     | Retrait     |  |
|                | Francis Duval          | FN             | 7 846        | 15,75        |             |             |  |
|                | Michel Flambard        | Les Verts      | 1 471        | 2,95         |             |             |  |
|                | Patrick Parriaux       | GÉ             | 1 346        | 2,7          |             |             |  |
|                | Daniel Germain         | Divers gauche  | 891          | 1,79         |             |             |  |
|                | Yves Gaignoux          | LDI (MPF)      | 859          | 1,72         |             |             |  |
|                | Patrick Saout          | Extrême gauche | 679          | 1,36         |             |             |  |
|                | Serge Cognard          | US4J           | 403          | 0,81         |             |             |  |
|                | Christian Gauthier     | Divers gauche  | 329          | 0,66         |             |             |  |
|                |                        |                |              |              |             |             |  |
| Inscrits       | Inscrits               | Inscrits       | 73 513       | 100,00       | 73 506      | 100,00      |  |
| Abstentions    | Abstentions            | Abstentions    | 21 729       | 29,56        | 20 481      | 27,86       |  |
| Votants        | Votants                | Votants        | 51 784       | 70,44        | 53 025      | 72,14       |  |
| Blancs et nuls | Blancs et nuls         | Blancs et nuls | 1 957        | 3,78         | 2 790       | 5,26        |  |
| Exprimés       | Exprimés               | Exprimés       | 49 827       | 96,22        | 50 235      | 94,74       |  |

#### Septième circonscription (Le Havre-Centre)
| Candidat       | Candidat                         | Parti          | Premier tour | Premier tour | Second tour | Second tour |  |
| Candidat       | Candidat                         | Parti          | Voix         | %            | Voix        | %           |  |
| -------------- | -------------------------------- | -------------- | ------------ | ------------ | ----------- | ----------- |  |
|                | Jean-Yves Besselat sortant réélu | RPR            | 12 455       | 34,07        | 20 152      | 52,37       |  |
|                | Viviane Simon                    | PS             | 8 139        | 22,26        | 18 331      | 47,63       |  |
|                | Daniel Blot                      | FN             | 6 087        | 16,65        |             |             |  |
|                | Nathalie Nail                    | PCF            | 4 300        | 11,76        |             |             |  |
|                | Franck Nicolon                   | Les Verts      | 1 624        | 4,44         |             |             |  |
|                | Magali Le Meur                   | GÉ             | 1 395        | 3,82         |             |             |  |
|                | François Quinart                 | LDI (MPF)      | 1 290        | 3,53         |             |             |  |
|                | Jean-François Quéron             | LCR            | 707          | 1,93         |             |             |  |
|                | Stéphane Lejamble                | MDC            | 561          | 1,53         |             |             |  |
|                |                                  |                |              |              |             |             |  |
| Inscrits       | Inscrits                         | Inscrits       | 59 933       | 100,00       | 59 894      | 100,00      |  |
| Abstentions    | Abstentions                      | Abstentions    | 22 052       | 36,79        | 19 352      | 32,31       |  |
| Votants        | Votants                          | Votants        | 37 881       | 63,21        | 40 542      | 67,69       |  |
| Blancs et nuls | Blancs et nuls                   | Blancs et nuls | 1 323        | 3,49         | 2 059       | 5,08        |  |
| Exprimés       | Exprimés                         | Exprimés       | 36 558       | 96,51        | 38 483      | 94,92       |  |

#### Huitième circonscription (Le Havre-Nord)
| Candidat       | Candidat                    | Parti                | Premier tour | Premier tour | Second tour | Second tour |  |
| Candidat       | Candidat                    | Parti                | Voix         | %            | Voix        | %           |  |
| -------------- | --------------------------- | -------------------- | ------------ | ------------ | ----------- | ----------- |  |
|                | Daniel Paul élu             | PCF                  | 9 140        | 27,62        | 21 132      | 66,74       |  |
|                | Philippe Fouché-Saillenfest | FN                   | 7 333        | 22,16        | 10 529      | 33,26       |  |
|                | Maryse Barec                | PS                   | 6 743        | 20,37        |             |             |  |
|                | Agathe Cahierre             | UDF (FD)             | 5 795        | 17,51        |             |             |  |
|                | Édouard Delarue             | GÉ                   | 1 065        | 3,22         |             |             |  |
|                | Pierre Dieulafait           | Les Verts            | 927          | 2,80         |             |             |  |
|                | Allain Guillemet            | Extrême gauche (PT)  | 581          | 1,76         |             |             |  |
|                | Philippe Darcel             | LDI (MPF)            | 433          | 1,31         |             |             |  |
|                | Véronique Bréant            | Extrême gauche (LCR) | 421          | 1,27         |             |             |  |
|                | Gilles Galipot              | Divers gauche (US4J) | 350          | 1,06         |             |             |  |
|                | Gérald Auger                | Extrême droite       | 177          | 0,53         |             |             |  |
|                | Marcel Germaine             | Divers gauche        | 132          | 0,40         |             |             |  |
|                |                             |                      |              |              |             |             |  |
| Inscrits       | Inscrits                    | Inscrits             | 54 873       | 100,00       | 54 857      | 100,00      |  |
| Abstentions    | Abstentions                 | Abstentions          | 20 449       | 37,27        | 19 774      | 36,05       |  |
| Votants        | Votants                     | Votants              | 34 424       | 62,73        | 35 083      | 63,95       |  |
| Blancs et nuls | Blancs et nuls              | Blancs et nuls       | 1 327        | 3,85         | 3 422       | 9,75        |  |
| Exprimés       | Exprimés                    | Exprimés             | 33 097       | 96,15        | 31 661      | 90,25       |  |

#### Neuvième circonscription (Fécamp)
| Candidat       | Candidat                          | Parti          | Premier tour | Premier tour | Second tour | Second tour |  |
| Candidat       | Candidat                          | Parti          | Voix         | %            | Voix        | %           |  |
| -------------- | --------------------------------- | -------------- | ------------ | ------------ | ----------- | ----------- |  |
|                | Frédérique Bredin sortante réélue | PS             | 20 167       | 38,67        | 29 945      | 55,88       |  |
|                | Daniel Fidelin                    | UDF (PR)       | 15 412       | 29,55        | 23 647      | 44,12       |  |
|                | Guy Bourle                        | FN             | 6 396        | 12,26        |             |             |  |
|                | Raymond Lecacheur                 | PCF            | 3 656        | 7,01         |             |             |  |
|                | Gilbert Cloarec                   | Les Verts      | 1 522        | 2,92         |             |             |  |
|                | Claude Courbot                    | LDI (CNIP)     | 1 519        | 2,91         |             |             |  |
|                | Robert Berthet                    | GÉ             | 1 156        | 2,22         |             |             |  |
|                | Manuel Heredia                    | Extrême gauche | 681          | 1,31         |             |             |  |
|                | Marc Hedrich                      | US4J           | 678          | 1,3          |             |             |  |
|                | Anabella Prevost                  | MÉI            | 620          | 1,19         |             |             |  |
|                | Alain Baumann                     | Extrême droite | 345          | 0,66         |             |             |  |
|                | Lucien Sorreda                    | Divers droite  | 0            | 0            |             |             |  |
|                |                                   |                |              |              |             |             |  |
| Inscrits       | Inscrits                          | Inscrits       | 75 690       | 100,00       | 75 687      | 100,00      |  |
| Abstentions    | Abstentions                       | Abstentions    | 21 246       | 28,07        | 19 290      | 25,49       |  |
| Votants        | Votants                           | Votants        | 54 444       | 71,93        | 56 397      | 74,51       |  |
| Blancs et nuls | Blancs et nuls                    | Blancs et nuls | 2 292        | 4,21         | 2 805       | 4,97        |  |
| Exprimés       | Exprimés                          | Exprimés       | 52 152       | 95,79        | 53 592      | 95,03       |  |

#### Dixième circonscription (Yvetot)
| Candidat       | Candidat                         | Parti          | Premier tour | Premier tour | Second tour | Second tour |  |
| Candidat       | Candidat                         | Parti          | Voix         | %            | Voix        | %           |  |
| -------------- | -------------------------------- | -------------- | ------------ | ------------ | ----------- | ----------- |  |
|                | Alfred Trassy-Paillogues sortant | RPR            | 18 944       | 35,81        | 26 371      | 47,39       |  |
|                | Gérard Fuchs élu                 | PS             | 17 070       | 32,27        | 29 279      | 52,61       |  |
|                | Béatrice Gosse                   | FN             | 6 974        | 13,18        |             |             |  |
|                | Michel Tieursin                  | PCF            | 3 866        | 7,31         |             |             |  |
|                | Véronique Turpin                 | GÉ             | 2 121        | 4,01         |             |             |  |
|                | François Ciesielski              | Les Verts      | 1 502        | 2,84         |             |             |  |
|                | Michel Thourot                   | LDI (MPF)      | 1 246        | 2,36         |             |             |  |
|                | Jean-Frédéric Coblence           | US4J           | 673          | 1,27         |             |             |  |
|                | Charles Boucher                  | Divers gauche  | 509          | 0,96         |             |             |  |
|                |                                  |                |              |              |             |             |  |
| Inscrits       | Inscrits                         | Inscrits       | 75 010       | 100,00       | 75 190      | 100,00      |  |
| Abstentions    | Abstentions                      | Abstentions    | 19 251       | 25,66        | 16 818      | 22,37       |  |
| Votants        | Votants                          | Votants        | 55 759       | 74,34        | 58 372      | 77,63       |  |
| Blancs et nuls | Blancs et nuls                   | Blancs et nuls | 2 854        | 5,12         | 2 722       | 4,66        |  |
| Exprimés       | Exprimés                         | Exprimés       | 52 905       | 94,88        | 55 650      | 95,34       |  |

#### Onzième circonscription (Dieppe)
| Candidat       | Candidat                  | Parti          | Premier tour | Premier tour | Second tour | Second tour |  |
| Candidat       | Candidat                  | Parti          | Voix         | %            | Voix        | %           |  |
| -------------- | ------------------------- | -------------- | ------------ | ------------ | ----------- | ----------- |  |
|                | Édouard Leveau sortant    | RPR            | 13 671       | 28,58        | 22 191      | 44,44       |  |
|                | Christian Cuvilliez élu   | PCF            | 12 275       | 25,66        | 27 742      | 55,56       |  |
|                | Henri Weber               | PS             | 9 713        | 20,30        | Retrait     | Retrait     |  |
|                | Françoise Duchaussoy      | FN             | 6 136        | 12,83        |             |             |  |
|                | Daniel Paterne            | GÉ             | 1 676        | 3,50         |             |             |  |
|                | Michèle Petiteville       | LO             | 1 532        | 3,20         |             |             |  |
|                | Thierry Quennehen         | Les Verts      | 1 256        | 2,63         |             |             |  |
|                | Emmanuel de Bailliencourt | LDI (MPF)      | 1 226        | 2,56         |             |             |  |
|                | Jean-Pierre Brunet        | Extrême gauche | 357          | 0,75         |             |             |  |
|                |                           |                |              |              |             |             |  |
| Inscrits       | Inscrits                  | Inscrits       | 71 079       | 100,00       | 71 078      | 100,00      |  |
| Abstentions    | Abstentions               | Abstentions    | 21 042       | 29,6         | 18 025      | 25,36       |  |
| Votants        | Votants                   | Votants        | 50 037       | 70,4         | 53 053      | 74,64       |  |
| Blancs et nuls | Blancs et nuls            | Blancs et nuls | 2 195        | 4,39         | 3 120       | 5,88        |  |
| Exprimés       | Exprimés                  | Exprimés       | 47 842       | 95,61        | 49 933      | 94,12       |  |

#### Douzième circonscription (Gournay-en-Bray)
| Candidat       | Candidat                    | Parti          | Premier tour | Premier tour | Second tour | Second tour |  |
| Candidat       | Candidat                    | Parti          | Voix         | %            | Voix        | %           |  |
| -------------- | --------------------------- | -------------- | ------------ | ------------ | ----------- | ----------- |  |
|                | Alain Le Vern sortant réélu | PS             | 21 441       | 45,68        | 28 897      | 59,68       |  |
|                | Michel Lejeune              | RPR            | 13 806       | 29,42        | 19 521      | 40,32       |  |
|                | Jean-Jacques Rénier         | FN             | 5 802        | 12,36        |             |             |  |
|                | François Druine             | PCF            | 2 302        | 4,90         |             |             |  |
|                | Caroline Coste              | GÉ             | 2 026        | 4,32         |             |             |  |
|                | Dominique Le Bonhomme       | LDI (MPF)      | 1 170        | 2,49         |             |             |  |
|                | Christian Giry              | LDI (CNIP)     | 387          | 0,82         |             |             |  |
|                |                             |                |              |              |             |             |  |
| Inscrits       | Inscrits                    | Inscrits       | 66 333       | 100,00       | 66 323      | 100,00      |  |
| Abstentions    | Abstentions                 | Abstentions    | 17 152       | 25,86        | 15 759      | 23,76       |  |
| Votants        | Votants                     | Votants        | 49 181       | 74,14        | 50 564      | 76,24       |  |
| Blancs et nuls | Blancs et nuls              | Blancs et nuls | 2 247        | 4,57         | 2 146       | 4,24        |  |
| Exprimés       | Exprimés                    | Exprimés       | 46 934       | 95,43        | 48 418      | 95,76       |  |